# Stanislav Maršo
Stanislav Maršo (23. září 1910 Praha – 25. ledna 1976 Praha) byl český grafik, typograf a tvůrce písma.

## Život
Vyučil se sazečem. Vytvářel návrhy typografických písem v národním podniku Grafotechna v Praze, který po znárodnění roku 1948 dodával písma do všech českých a slovenských tiskáren.

## Dílo

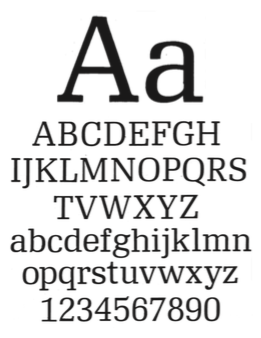
Písmo Public pro novinovou sazbu (1955)

Svou prací navazoval na českou meziválečnou písmařskou tradici. Zasadil se o pořádání odborných vzdělávacích kurzů a sám mnoho tiskařských podniků navštívil. Maršem vytvořené abecedy jsou oproštěny od ornamentu a vynikají snadnou čitelností. Písmové návrhy byly uzpůsobeny potřebám moderních sázecích strojů, funkčním nárokům na tisk a technickým možnostem písmolijen. Mnoho z nich bylo převzato do zahraničí. Vytvořil například písma Vega (1954; současné písmo inspirované Vegou vytvořil Vojtěch Říha pod názvem Vegan, 2014), Public (1955; zdigitalizoval Tomáš Brousil pod názvem RePublic, 2007), Pražské kamenné (1959; adaptaci tří řezů vytvořila písmolijna Canada Type pod názvem Trump Gothic, 2005), Maršův grotesk (1958; adaptaci čtyř řezů vytvořil Steve Matteson pro písmolijnu Ascender pod názvem Miramonte, 2006) nebo tučný grotesk Orion (1960). Od roku 1934 byl redaktorem časopisu Typografia, do roku 1941 zastával místo šéfredaktora. Je autorem publikace O konstrukci tiskopisu (1936).